# Szilágyi László (politikus)
Szilágyi László (Nyíregyháza, 1965. augusztus 29. –) környezetvédő aktivista, volt országgyűlési képviselő.
A rendszerváltás után 20 évet környezetvédő aktivistaként dolgozott.

## Élete
Biológia–kémia szakos tanárként végzett 1991-ben, az ELTE Természettudományi Karon, később újságíróképzésen vett részt. Középiskolában tanított, Vácott három évig, majd Újpalotán négy évig. Környezeti kémia, biológia és média tantárgyakat írt és oktatott.
1989-től civil környezetvédő aktivistaként tevékenykedett. Évekig volt a Göncöl Szövetség munkatársa, majd a Hulladék Munkaszövetség alapítója volt. 2003-tól részt vett a környezeti nevelési központot működtetésében. Számos szakmai program koordinátora, környezetpolitikai szakértője volt. 1995-ben alapította a KukaBúvárt, 15 évfolyamot szerkesztett. Szórványosan dolgozott különböző folyóiratok és hetilapok számára szakújságíróként, két évig pedig a Magyar Rádió külső munkatársaként, évekig környezetvédelmi műsort vezetett a Civil Rádióban.
2004-től 2008-ig tagja volt az Országos Környezetvédelmi Tanácsnak, és számos más szakmai testületnek.
2010-ben az LMP jelöltjeként bekerült az országgyűlésbe képviselőnek. A pártszakadás után, 2013 elejétől a Párbeszéd Magyarországért tagjaként folytatta a politizálást. Környezet- és egészségpolitikával, ágazati jogszabályokkal foglalkozott a parlamentben.
2014 óta a Zuglói Önkormányzatnál dolgozik, környezetvédelmi és népegészségügyi feladatai vannak.
A Zöld Műhely Alapítvány kuratóriumának elnöke.